# Roman Sadowski (polityk)
Roman Bronisław Sadowski (ur. 1947) – polski samorządowiec, w latach 2000–2002 prezydent Lubina.
Należy do Sojuszu Lewicy Demokratycznej. Prezydentem miasta został 6 czerwca 2000 roku po tym, jak stanowisko utracił popierany przez Unię Wolności Dariusz Milka. Za jego kadencji Legnicką Strefę Ekonomiczną rozszerzono o tereny pod Lubinem. W 2002 nie ubiegał się o reelekcję (zastąpił go Robert Raczyński), natomiast z powodzeniem kandydował do Sejmiku dolnośląskiego, w którym zasiadał przez jedną kadencję. Później został prezesem Dolnośląskiej Spółki Inwestycyjnej. W 2006 bezskutecznie ubiegał się o mandat w radzie miasta Lubina. W kolejnych wyborach nie ubiegał się o stanowiska.